# Wojtek (gấu)
Wojtek (1942–1963; phát âm tiếng Ba Lan: [ˈvɔjtɛk]) là tên một con gấu nâu Syria đã được nuôi dưỡng bởi những người lính của đại đội pháo binh số 22 Quân đoàn II Ba Lan. Trong trận Monte Cassino, Wojtek đã tham gia vào việc vận chuyển đạn dược. "Wojtek" là một dạng nói giảm của "Wojciech", một cái tên Slav cổ mà ngày nay vẫn còn phổ biến tại Ba Lan, có nghĩa là "người thích chiến tranh" hoặc "chiến binh vui vẻ".

## Tiểu sử
Năm 1942, một cậu bé người địa phương đã tìm thấy một con gấu nhỏ gần Hamadan, Iran, gấu mẹ đã bị bắn chết. Cậu bé bán nó cho trung úy Anatol Tarnowiecki. Tarnowiecki sau đó tặng con gấu cho Irena (Inka) Bokiewicz, một người tị nạn Ba Lan đang băng qua dãy núi Elbrus để trốn khỏi Liên Xô. Khi con gấu trở nên quá lớn, người phụ nữ liền gửi tặng nó cho quân đội Ba Lan.
Khi con gấu chưa đầy 1 tuổi, nó đã gặp vấn đề về khả năng nhai và được cho ăn sữa đặc từ chai vodka rỗng. Sau đó Wojtek được cho nuôi bằng hoa quả, mứt cam, mật ong và siro, và bia, loại đồ uống yêu thích của nó. Nó cũng thích hút và ăn thuốc lá. Wojtek ưa thích đấu vật và được dạy đáp lễ khi được chào. Chú gấu đã khiến cả binh sĩ cũng như người dân thích thú và nhanh chóng trở thành một biểu tượng may mắn không chính thức của tất cả các đơn vị đóng gần đó. Wojtek đã theo đại đội pháo binh số 22 đến Iraq và sau đó là Syria, Palestine và Ai Cập..

## Binh nghiệp
Năm 1943, để đưa Wojtek lên tàu vận tải của Anh khi đơn vị vượt biển từ Ai Cập đến Ý tác chiến với sư đoàn 8 của Anh chiến đấu chống Phát xít Ý, quân đội có quy định nghiêm ngặt không cho phép vật nuôi ở khu vực chiến sự. Các chỉ huy đơn vị 22 đã cho phép chú gấu Wojtek nhập ngũ với chức danh binh nhì. Henryk Zacharewicz và Dymitr Szawlugo đảm trách nhiệm vụ chăm sóc chú.
Chính thức là một "người lính" của đại đội, Wojtek sống cùng những binh sĩ khác trong lều hoặc trong một thùng gỗ đặc biệt, được vận chuyển bằng xe tải. Theo nhiều ghi chép, Wojtek đã giúp đồng đội của mình vận chuyển đạn dược trong trận Monte Cassino, chưa từng làm rơi bất kì thùng đạn nào. Nhờ công sức trong trận chiến này, Wojtek đã được thăng lên quân hàm hạ sĩ. Để công nhận vai trò của chú gấu này, cấp chỉ huy đã chấp thuận lấy hình vẽ một con gấu đang vác một vỏ đạn pháo làm huy hiệu chính thức cho đại đội pháo binh số 22 (sau này được đổi tên thành đại đội vận tải số 22).

## Vinh danh

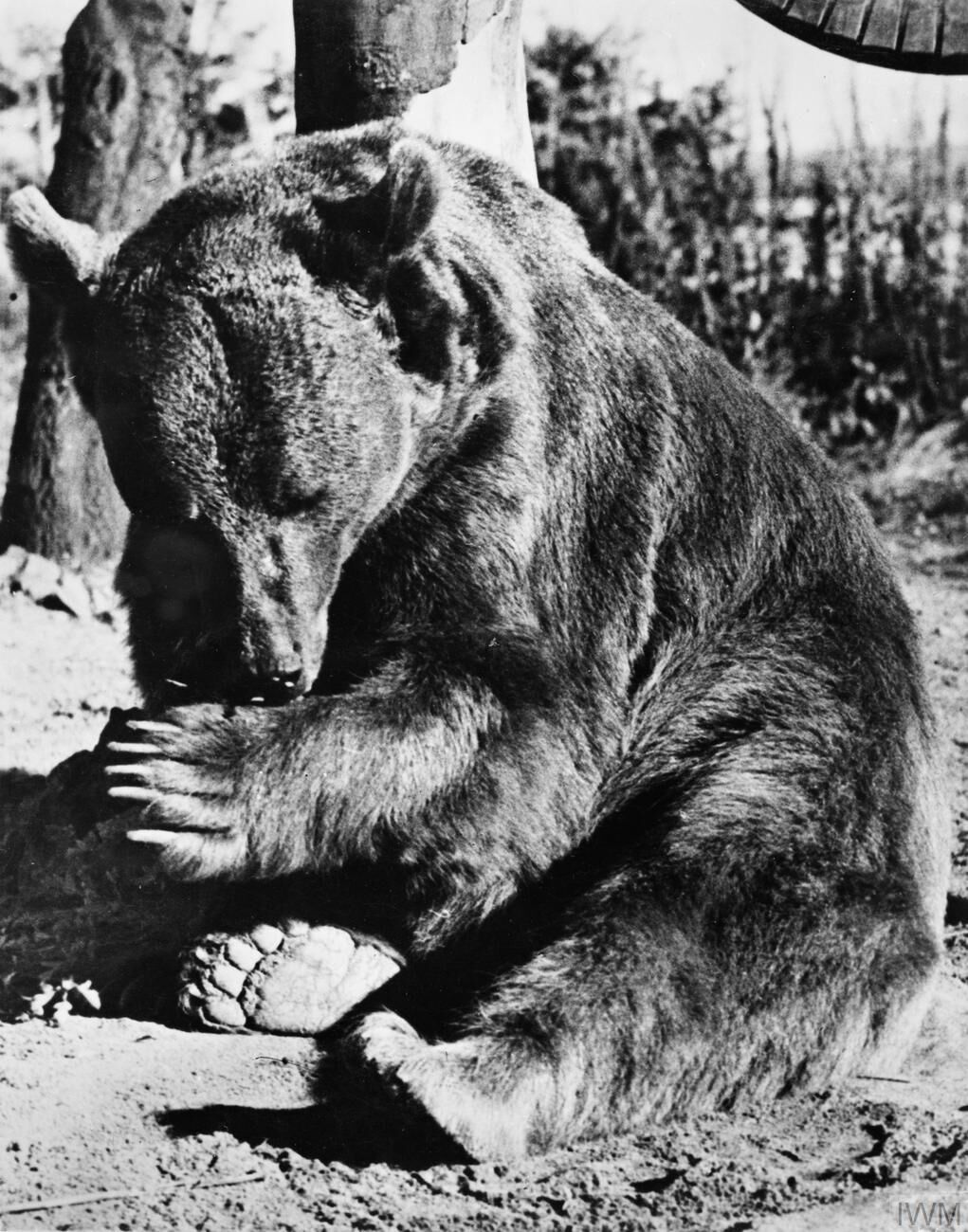
Wojtek ở Sở thú Edinburgh, Scotland sau chiến tranh

Sau khi Chiến tranh thế giới thứ hai kết thúc, ngày 15 tháng 11 năm 1947, Wojtek xuất ngũ và được chuyển đến sống ở Sở thú Edinburgh, Scotland. Các đồng đội cũ thường đến thăm Wojtek và ném cho nó những điếu thuốc lá. Wojtek chết vào tháng 12 năm 1963 ở tuổi 21. Khi chết, nó nặng gần 230 kg và cao hơn 1,8 m. Người ta đã đúc một bức tượng tại vườn thú để tưởng nhớ lính gấu đặc biệt trong Thế chiến II.
Câu chuyện về Wojtek đã được tái hiện lại trong một phim hoạt hình của Iain Harvey. Dự án "A Bear Named Wojtek" ("Chú gấu tên Wojtek"), đã nhận được sự hỗ trợ thông tin từ phía Ba Lan, nhưng ông vẫn đang tìm kiếm một đối tác Anh, có thể Channel 4 và BBC cũng như các công ty như Netflix. Dự án của ông Harvey được thực hiện với mong muốn sẽ kịp phát hành vào ngày kỷ niệm 75 năm Chiến thắng của quân Đồng minh tại Châu Âu vào ngày 8 tháng 5 năm 2020.

## Hình ảnh

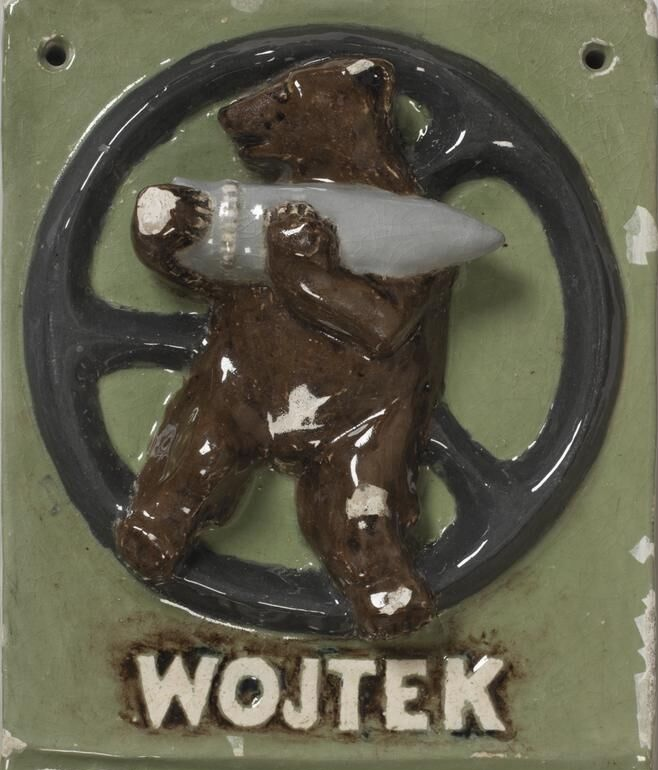
Trong Bảo tàng Chiến tranh Hoàng gia
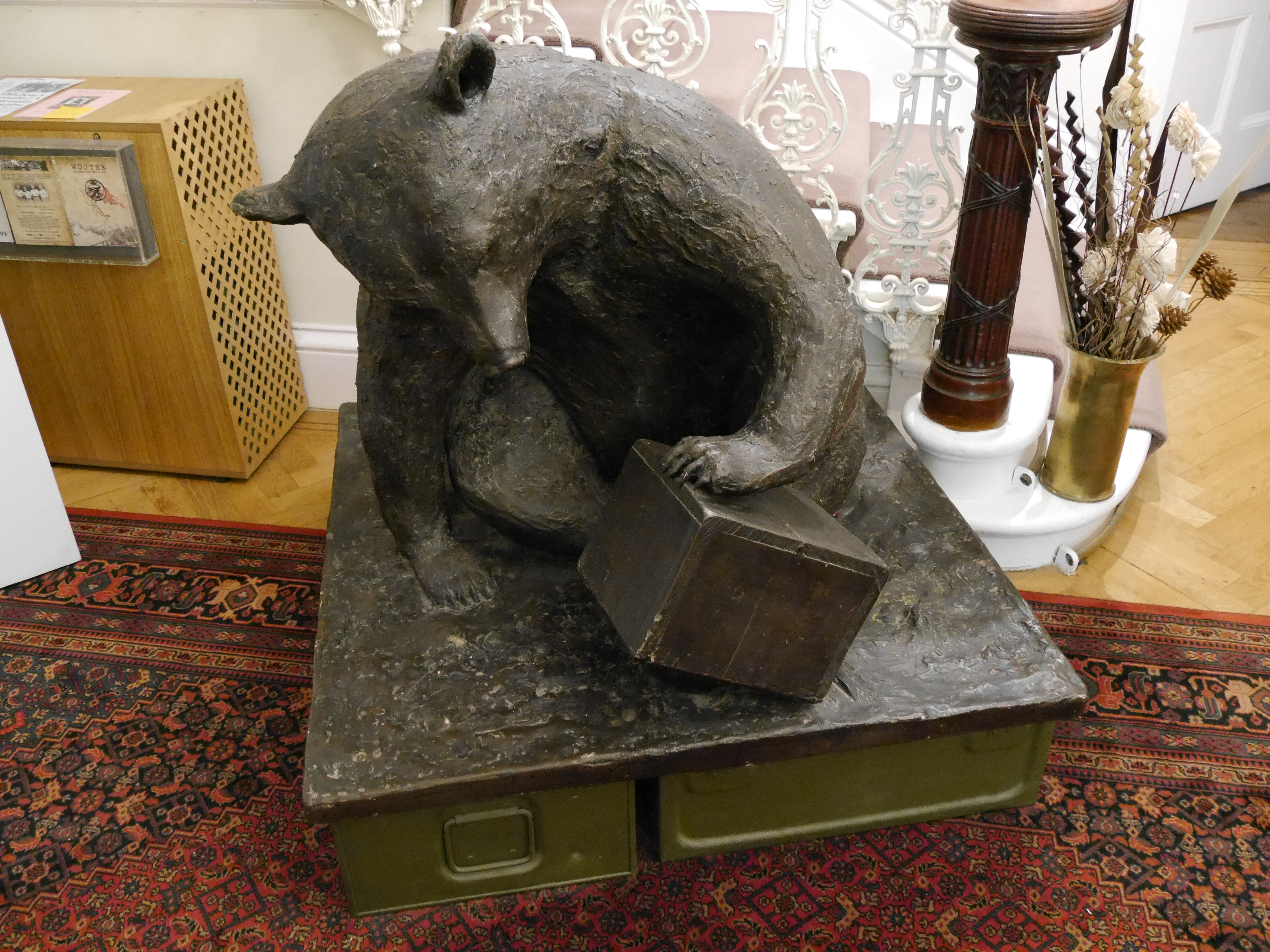
Điêu khắc của David Harding trong Bảo tàng Sikorski
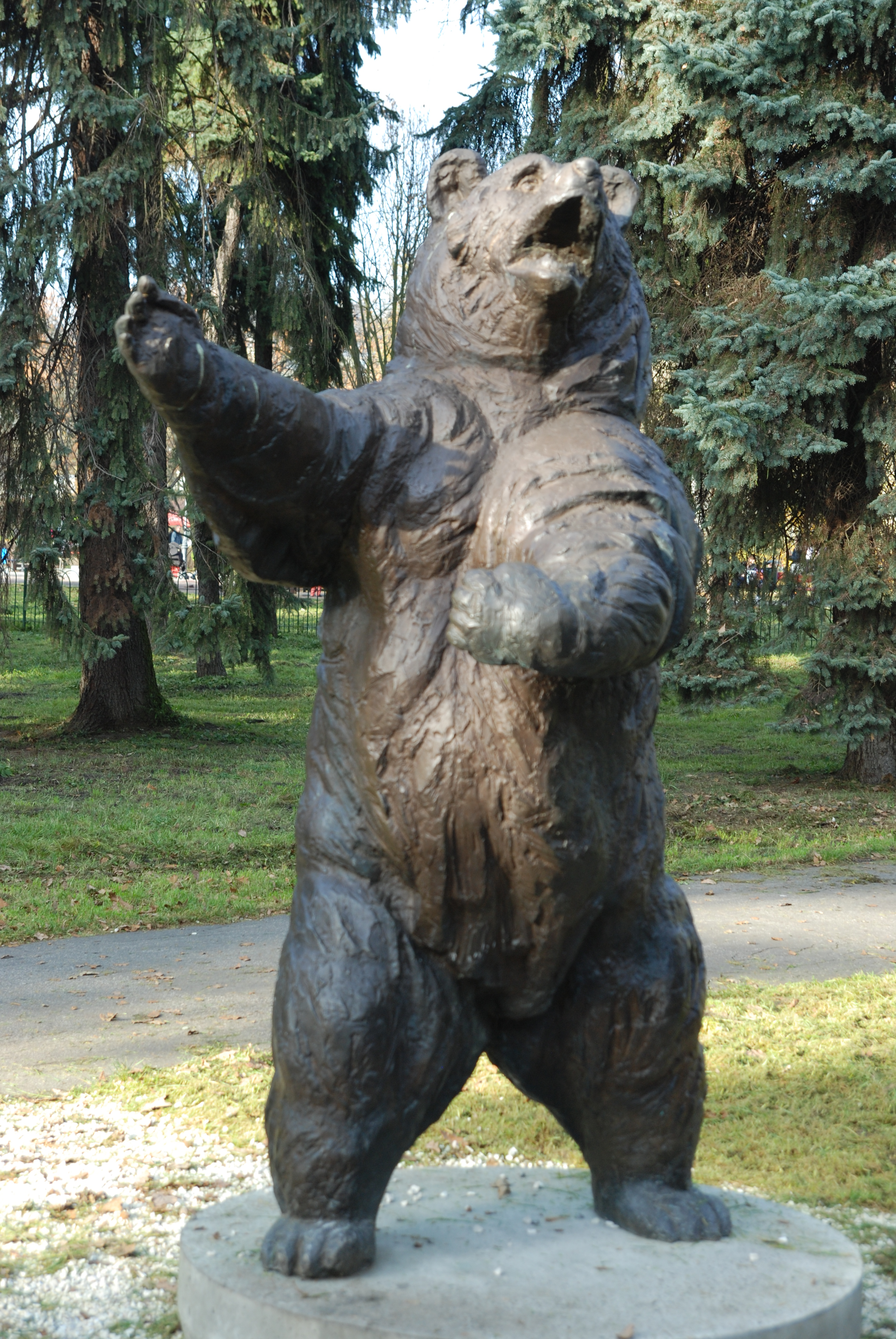
Đài tưởng niệm Wojtek ở Công viên Jordan, Kraków
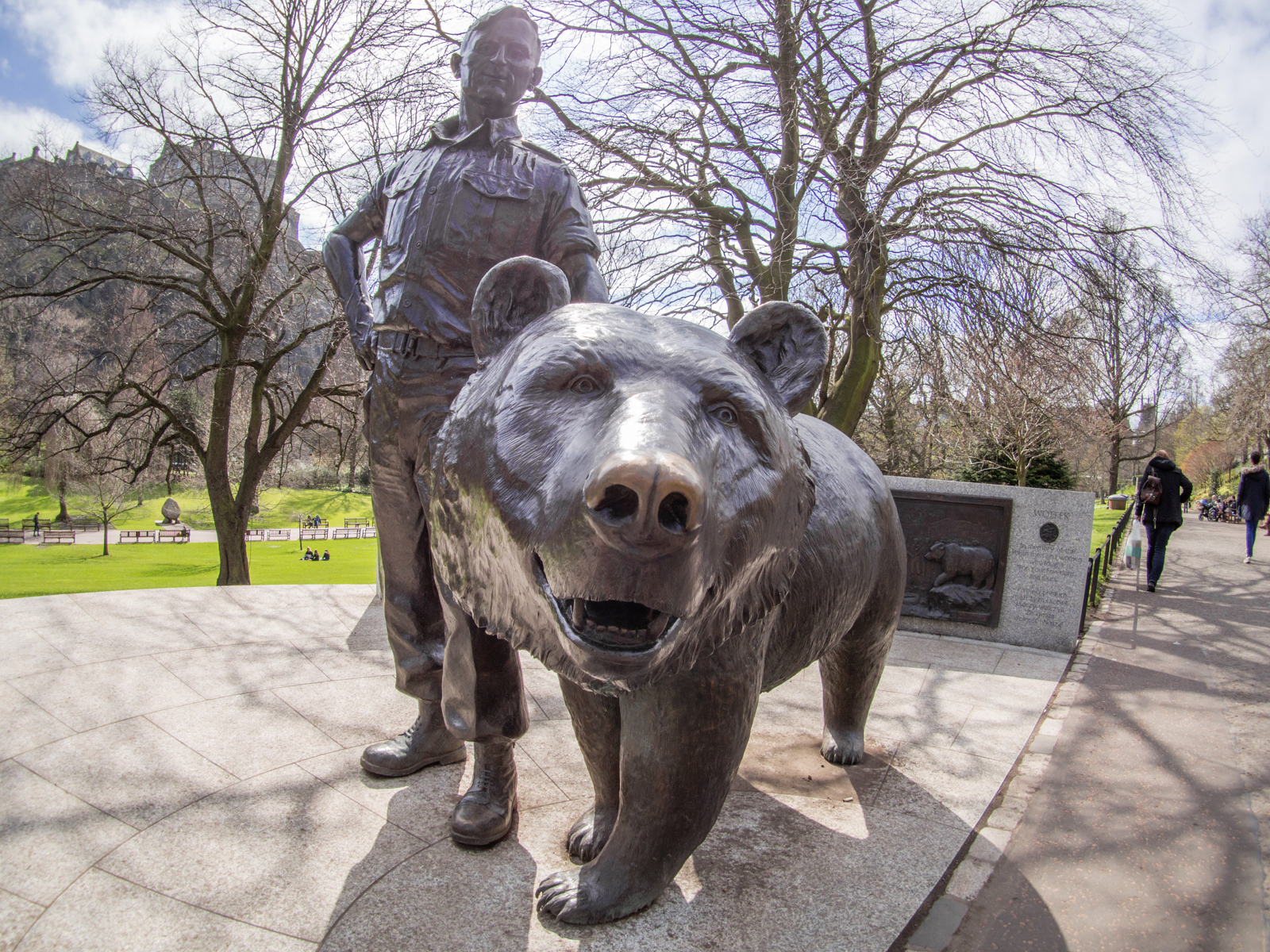
Đài tưởng niệm Wojtek ở phía Tây Công viên Princes Street, Edinburgh
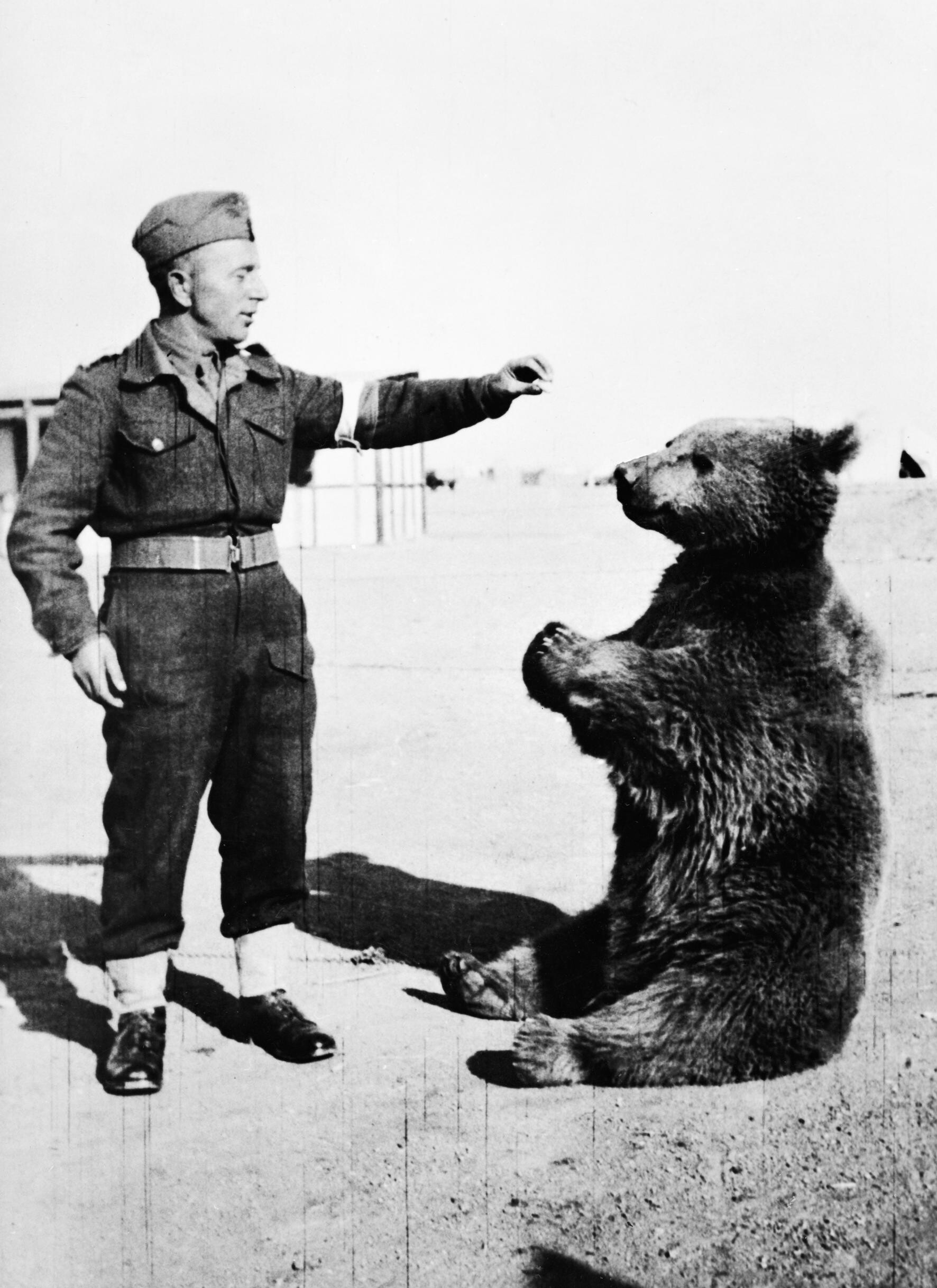
Wojtek với một người lính chụp năm 1942
Wojtek vác đạn pháo - được vẽ trên xe của đại đội pháo binh số 22[11]
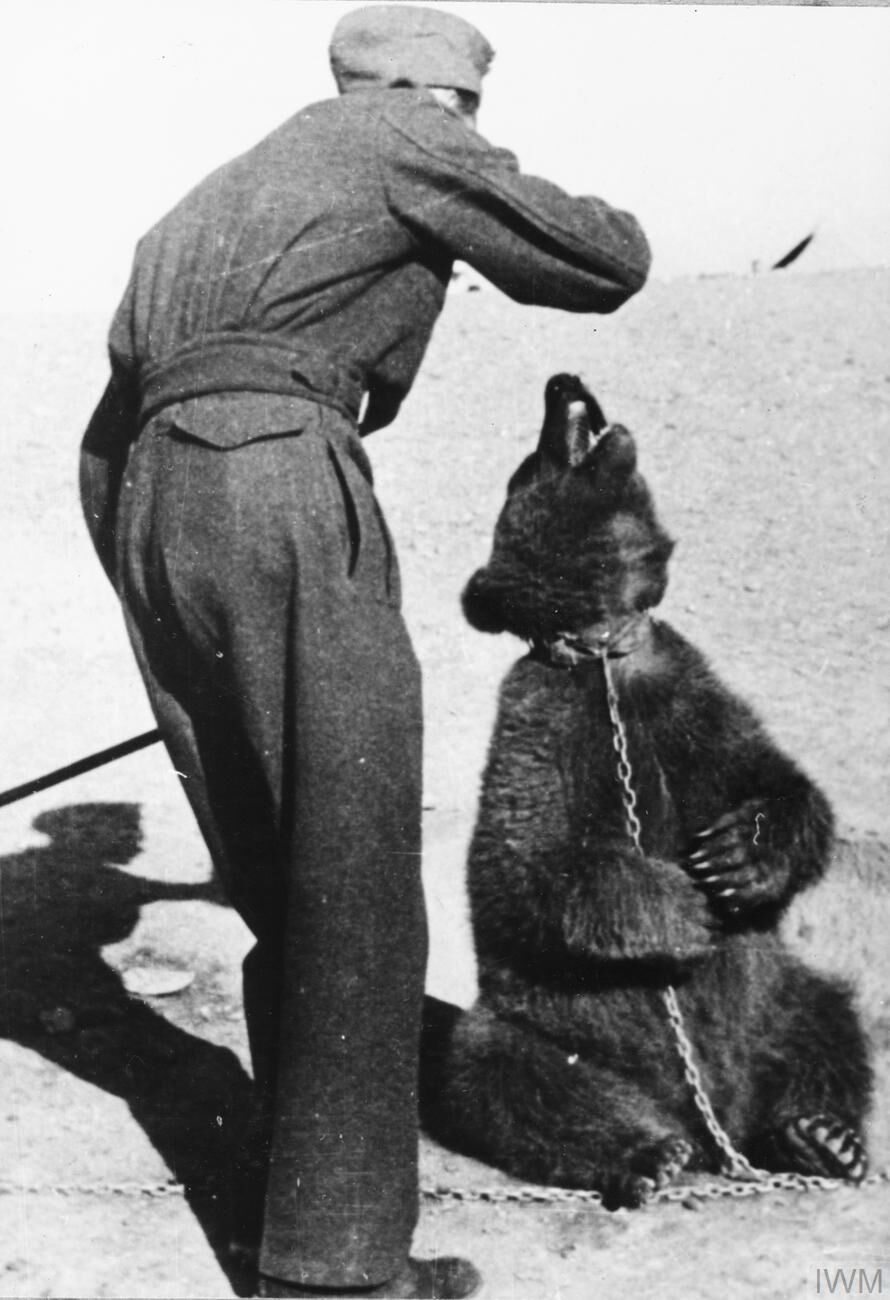
Wojtek và người lính Ba Lan
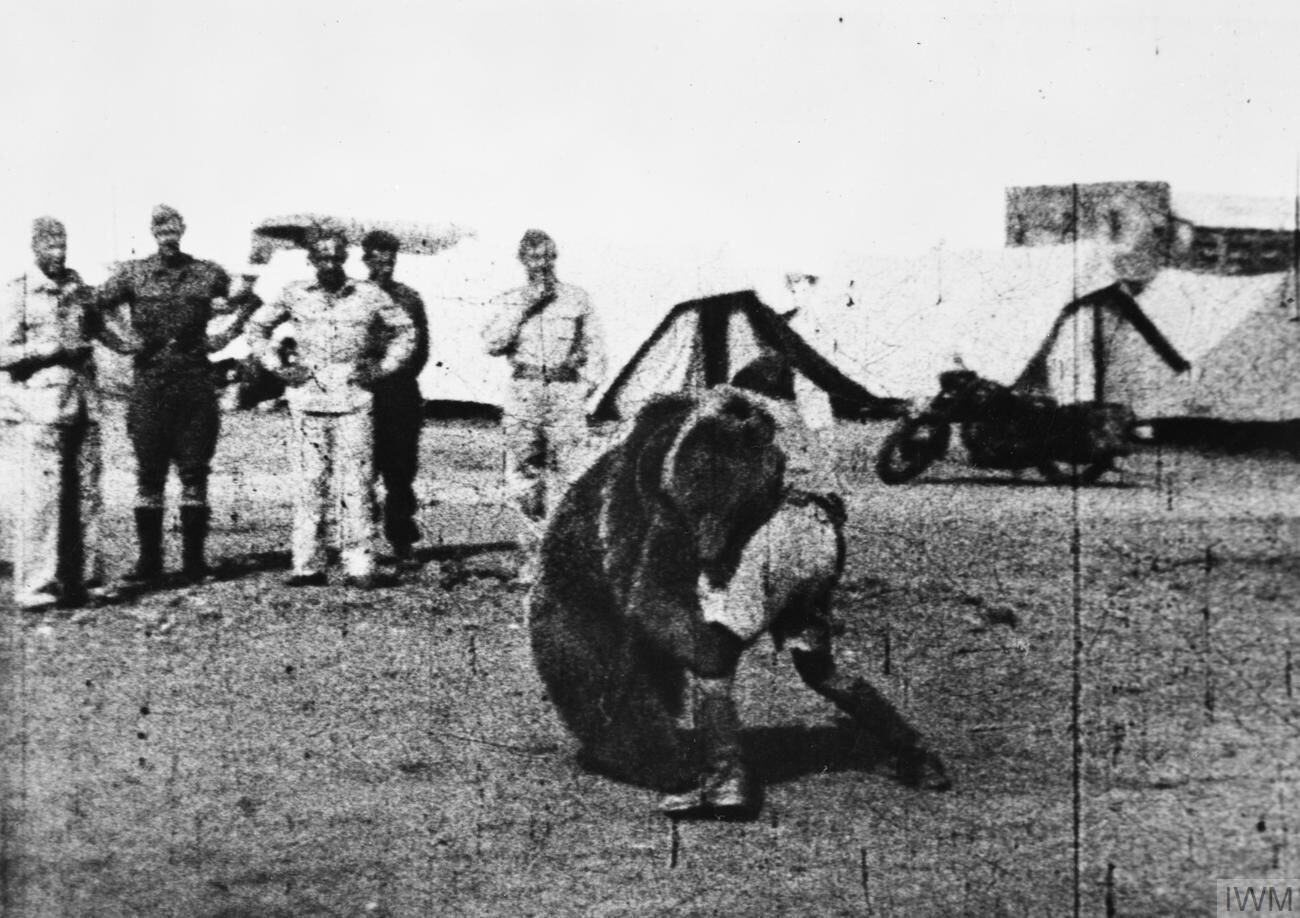
Wojtek chơi đấu vật với một người lính Ba Lan